# Poezd Rodina
Poezd Rodina (Поезд Родина) ist eine 2014 gegründete Funeral-Doom-Band.

## Geschichte
Der russische Sänger und Multiinstrumentalist Andrey Tvorogov initiierte 2014 gemeinsam mit dem sich als zweiten Sänger einbringenden Ukrainer Eugene Kovalchuk Poezd Rodina als Nebenprojekt zu einer Vielzahl Post-Black-Metal-Bands beider Musiker. Mit dem Album Белая даль debütierte das Duo 2014 über Satanath Records. Das Album wurde international durchschnittlich bis positiv aufgenommen. Daniel Müller beschrieb das Album für das Webzine Crossfire Metal als „harter Tobak, aber eben auch nicht so stupide, wie es bei Funeral Doom sonst der Fall ist.“ Die im darauf folgenden Jahr im Selbstverlag erschienene Single wurde nicht Rezensiert. Im gleichen Jahr veröffentlichte Poezd Rodina das Split-Album Frozen Tranquility gemeinsam mit Funeral Tears über Symbol of Domination Productions. Diese Veröffentlichung erlangte erneut internationale Beachtung. Riccardo Veronese besprach das Album für Doom-Metal.com und sah eine Steigerung zu den vorherigen Veröffentlichungen in musikalischer wie schreiberischer Hinsicht. Das Album und der Teil des Duos sei solide und die Band vielversprechend. Ähnlich urteilte Stefano Cavanna, Frozen Tranquility sei ein „inspiriertes Werk, das eine schmerzhafte Stimmung“ transportiere, beide Bands ein hohes Niveau darbringen, jedoch keine Höchstleistungen vollbrächten. Nach der Veröffentlichung konzentrierten sich Tvorogov und Kovalchuk auf andere Tätigkeiten und Projekte. Im Jahr 2019 erschien mit №503 eine Download-Single im Selbstverlag und 2020 das Album Take thy Servant über Silent Time Noise ohne internationale Rezeption.

## Stil
Die von Poezd Rodina gespielte Musik wird dem Funeral Doom zugerechnet. Dem Webzine Doom-Metal.com zur Folge ist die Musik ein „rauer und roher Funeral Doom“ mit einer schlichten Perkussion, schwerem Riffing und einem mit Black Metal assoziiertem Krächzgesang. Der Einsatz melodischer Instrumente, darunter eine klar gespielte Lead-Gitarre, Klavier oder eine Balalaika kontrastiert die sonst vorherrschende Härte der Musik. Die Musik der Band ist auf eine schaurige Atmosphäre hin ausgerichtet, die mit Horrorfilmen assoziiert wird. Die Rhythmusgitarren werden hingegen als „heavy und langsam“ beschrieben. Die Musik sei „nicht ganz so zähflüssig sind, wie man es sonst von dieser Musikrichtung her“ kenne und seien in einem mittleren Tempo gehalten. Der eingesetzte Drumcomputer klänge derart „mechanisch, dass es fast den Anschein [habe], dass hier auch Industrialeffekte verarbeitet [würden], auch die Keyboards haben schon mal Ambient Flair“.

## Diskografie
- 2014: Белая даль (Album, Satanath Records)
- 2015: Single 2015 (Single, Selbstverlag)
- 2015: Frozen Tranquility (Split-EP mit Funeral Tears, Symbol of Domination Productions)
- 2019: №503 (Single, Selbstverlag)
- 2020: Take thy Servant (Album, Silent Time Noise/Outer Line)
- 2025: For all are guilty (Album, Silent Time Noise)